# Головкин, Сергей Александрович (каскадёр)
Серге́й Алекса́ндрович Голо́вкин (род. 20 марта 1956, Улан-Удэ, Бурят-Монгольская АССР) — советский и российский актёр, каскадёр, постановщик трюков, режиссёр 2-й группы,режиссер трюковых съемок. Член Союза кинематографистов России. Член Всемирной Академии каскадёров «Таурус» (англ. Taurus World Stunt Academy).

## Фильмография
Известен по фильмам:
- 2023 — Вызов
- 2022 — Valimai (India)
- 2019 — Looking up (China)
- 2018 — Zero (India)
- 2017 — Салют-7
- 2013 — Сталинград
- 2008 — Стритрейсеры
- 2002 — Антикиллер
- 2003 — Бандитский Петербург. Фильм 4. Арестант
- 1997 — Новые приключения Робин Гуда (Warner Bros.) (сезон 1996-97-98-99)

Режиссёр 2-й группы. Action director
- 2026 — Revolutionaries (India)
- 2022 — Valimai (India)
- 2019 — Looking up (China)
- 2018 — Zero (India)
- 2013 — Василиса
- 2008 — Оперативная разработка
- 2008 — Группа Зета-2
- 2008 — Качели
- 2007 — Группа ZETA
- 2006 — Поцелуй бабочки
- 2005 — Счастливый
- 2005 — Большая прогулка
- 2005 — Лаки. Не время для любви (Индия)
- 2004 — Мы сёстры
- 2004 — На вираже
- 2002 — Антикиллер
- 1997 — Новые приключения Робин Гуда (Warner Bros.) (сезон 1996—1997)
- 2013 — Сталинград
- 2017 — Гоголь. Начало

### Постановщик трюков
- 2025 — Тропа гнева
- 2025 — Красавица
- 2025 — Потемкин (сериал)
- 2025 — Петр Первый (сериал)
- 2025 — Берлинская жара 2025 — Жига. На полной скорости.
- 2025 — Павел. Первый и последний
- 2024 — Столыпин
- 2024 — Комбинация
- 2024 — Золото Умальты
- 2024 — Алекс Лютый. Дело сирот.(телесериал)
- 2024 — Кто быстрее?
- 2024 — Самая большая луна
- 2023 — Вызов
- 2023 —  Фандо́рин. Азазе́ль
- 2023 — Ласт квест (телесериал)
- 2023 — Свободное падение
- 2022 — Аманат
- 2022 — Закрыть гештальт
- 2022 — Такси под прикрытием
- 2022 — Крутые меры
- 2022 — Чайки
- 2022 — Сержант 2
- 2022 — Химера
- 2021 — Бег улиток
- 2021 — Бендер: Начало
- 2021 — Воскресенский
- 2021 — Коса
- 2021 — Мама, я дома
- 2021 — Ледяной демон
- 2021 — Самка богомола
- 2021 — Седьмая симфония
- 2020 — Ключ времени
- 2020 — Архипелаг
- 2020 — Шерлок в России
- 2020 — Проект «Анна Николаевна»
- 2020 — Северное сияние. Древо колдуна
- 2020 — Серверное сияние. Тайна огненных рун
- 2020 — Скажи ей
- 2020 — Танцы на песке
- 2020 — Трое
- 2019 — Агата и Сыск. Королева брильянтов
- 2019 — Алекс Лютый
- 2019 — Девичий лес
- 2019 — Спасти Ленинград
- 2019 — Подкидыш
- 2019 — Гоголь
- 2019 — Эбигейл
- 2019 — Тест на беременность 2
- 2019 — До скорой встречи. See you soon
- 2019 — Нежные листья, ядовитые корни
- 2019 — Рыцарь нашего времени
- 2019 — Северное сияние. Проклятие пустынных болот
- 2019 — Северное сияние. Когда мёртвые возвращаются
- 2019 — След лисицы на камнях
- 2018 — Гоголь. Вий
- 2018 — Девятая
- 2018 — Домашний арест
- 2018 — Гоголь. Страшная месть
- 2018 — Два билета домой
- 2018 — Мажор 3
- 2018 — Алиби
- 2018 — Один
- 2018 — Облепиховое лето
- 2018 — Реализация
- 2018 — Опасные танцы
- 2018—2019 — Пять минут тишины 2. Возвращение
- 2017 — Про Веру
- 2017 — Личность не установлена
- 2017 — Троцкий
- 2017 — Гоголь. Начало
- 2017 — Салют-7
- 2017 — Пять минут тишины
- 2017 — Трое в лифте, не считая собаки
- 2016 — Беги!
- 2016 — Дуэлянт
- 2016 — Ёлки 5
- 2016 — Мажор 2
- 2016 — Осколки счастья 2
- 2016 — Перчатка Авроры
- 2016 — Следователь Тихонов
- 2016 — Три лани на алмазной горе
- 2016 — Шаман. Новая угроза
- 2015 — Бабье лето
- 2015 — Белая стрела. Возмездие
- 2015 — Всё к лучшему
- 2015 — Клим
- 2015 — Лучше не бывает
- 2015 — Город особого назначения
- 2015 — Осколки счастья
- 2015 — Полицейский участок
- 2015 — Снег и пепел
- 2014 — Ленинград 46
- 2014 — Наводчица
- 2014 — Красное небо (США, Россия)
- 2014 — Игра с огнём
- 2014 — Письма на стекле
- 2014 — С небес на землю
- 2014 — Подозрение
- 2013 — Интимное пространство
- 2013 — Крик совы
- 2013 — Кулинар 2 (Россия, Украина)
- 2013 — Одноклассницы
- 2013 — Тариф на прошлое
- 2013 — Шагал — Малевич
- 2013 — Сталинград
- 2013 — Снегурочка
- 2013 — Василиса
- 2012 — Кулинар (Россия, Украина)
- 2012 — Игроки (Индия)
- 2012 — Хмуров
- 2012 — Патруль. Васильевский остров
- 2012 — Ржавчина
- 2012 — Кома
- 2012 — Подпоручикъ Ромашовъ
- 2012—2013 — ППС 2
- 2011 — С любовью из ада
- 2011 — Приставы
- 2011 — Настоящие
- 2011 — Дом на обочине
- 2011 — В твоих глазах
- 2011 — Беглецы
- 2011 — Беглец
- 2010 — Город счастья
- 2010 — Искупление
- 2010 — Лиговка
- 2010—2011 — ППС
- 2009 — Вербное воскресенье
- 2009 — Человек у окна
- 2009 — Тарас Бульба
- 2009 — Стерва (Россия, Украина)
- 2009 — Черта
- 2009—2010 — Гаишники 2
- 2007—2008 — Гаишники
- 2008 — Мальчики-девочки
- 2008 — Каменная башка
- 2008 — Тот, кто гасит свет
- 2008 — Смертельная комбинация
- 2008 — Оперативная разработка
- 2008 — Качели
- 2008 — Заговор
- 2008 — Стритрейсеры
- 2008 — Бумажный солдат
- 2008 — Холмы и равнины (Россия, Украина)
- 2008 — Опасная комбинация
- 2008 — Жить сначала
- 2007 — Ленинград
- 2007 — Оперативная разработка
- 2007 — Опера. Хроники убойного отдела 3
- 2007 — Заговор
- 2007 — Группа ZETA
- 2007 — Лагерь (In transit) Великобритания, Россия
- 2007 — Агитбригада «Бей врага!»
- 2006 — Ленинград
- 2006 — Меченосец
- 2006 — Transe
- 2006 — Поцелуй бабочки
- 2006 — Преступление и погода
- 2006 — Коллекция
- 2006 — Алька
- 2006 — Там где живёт любовь (Украина)
- 2005 — Прииск
- 2005 — Полумгла
- 2005 — Большая прогулка (сериал)
- 2005 — Одна тень на двоих
- 2005 — Счастливый
- 2005 — Легенда о Тампуке
- 2004 — Потерявшие солнце
- 2004 — На вираже
- 2004 — Европейский конвой
- 2004 — Мы-сёстры
- 2004 — Женская логика
- 2004 — Опера. Хроники убойного отдела (Сезон 2004-05-06)
- 2004 — Шахматист
- 2003 — Бандитский Петербург. Фильм 4. Арестант
- 2003 — Бандитский Петербург. Фильм 5. Опер
- 2003 — Бандитский Петербург. Фильм 6. Журналист
- 2002 — Endangered species (USA)
- 2002 — Дневник камикадзе
- 2002 — Игра в модерн
- 2002—2003 — Убойная сила 4
- 2001 — Убойная сила 3
- 2001 — Attila (USA)
- 2000—2001 — Убойная сила 2
- 1999—2000 — Убойная сила
- 1998 — Хрусталёв, машину!
- 1997 — Новые приключения Робин Гуда (Warner Bros) (сезон 1996-97-98-99)
- 1995 —  Undertow (USA)
- 1995 — Концерт для крысы
- 1995 — Полночь в Санкт-Петербурге(Canada)
- 1995 — Экспресс до Пекина (Canada)
- 1995 — Концерт для крысы
- 1994 — Несколько любовных историй (Украина)
- 1994 — Яростные киборги (США/Россия)
- 1994 — Гвиневра (Англия
- 1993 — Русская рулетка
- 1993 — Фучжоу
- 1992 — Фестиваль смерти
- 1992 — Мне скучно, бес.
- 1992 — Пляска смерти (США/Россия)
- 1992 — Паук
- 1992 — Лестница света
- 1992 — Дюба-Дюба
- 1992 — Джаз
- 1992 — Снайпер (СССР)
- 1991 — Жажда страсти
- 1991 — Одиссея капитана Блада
- 1991 — Держись, казак! (СССР)
- 1990 — Имитатор (СССР)
- 1990 — Ведьма (Конотопская ведьма)
- 1990 — Балаган (СССР)

### Каскадёр
- 2025 — Царь ночи
- 2016 — Стена
- 2015 — Белая стрела. Возмездие
- 2014 — Восьмёрка
- 2013 — Пепел
- 2012 — Тайна Дворцовых переворотов. Россия, век XVIII (фильм 8. Охота на принцессу)
- 2012 — Подпоручикъ Ромашовъ
- 2011 — Шеф
- 2011 — Небесный суд
- 2010 — Край
- 2010 — Человек у окна
- 2010 — Военная разведка. Северный фронт
- 2010 — Семейный дом
- 2009—2010 — Гаишники 2
- 2009 — Подарок (США)
- 2009 — Тарас Бульба
- 2008 — Тот, кто гасит свет
- 2008 — Мальчики-девочки
- 2008 — Всё могут короли
- 2008 — Стритрейсеры
- 2008 — Приключения королевского стрелка Шарпа (Серия "SHARPE"S PERIL") (Англия)
- 2007 — Суженый-ряженый
- 2007 — Качели
- 2007 — Груз 200
- 2006 — Расплата
- 2006 — Свой-чужой
- 2006 — Приключения королевского стрелка Шарпа (Серия «Sharpe’s Challenge») (Англия)
- 2006 — Час пик
- 2006 — Викинг
- 2005 — Побег
- 2005 — Принцесса и нищий
- 2005 — Алька
- 2005 — Большая прогулка
- 2005 — Золотая медуза
- 2005 — Лаки. Не время для любви (Индия)
- 2005 — Фаворит
- 2004 — Пираты Эдельвейса
- 2004 — Бункер
- 2004 — На вираже
- 2004 — Свои
- 2004 — Женская логика 4
- 2004 — Сёстры
- 2003 — Линии судьбы
- 2003 — Спецназ по-русски
- 2003 — Антикиллер 2: Антитеррор
- 2003 — Европейский конвой
- 2003 — Бандитский Петербург. Фильм 4. Арестант
- 2002 — Антикиллер
- 2002 — Игра в модерн
- 2002 — Опасные особи (США)
- 2002 — Дневник камикадзе
- 2002—2003 — Убойная сила 4
- 2000—2001 — Убойная сила 2
- 2001 — Аттила (США)
- 2001 — Механическая сюита
- 2001 — Убойная сила 3
- 2000 — Особенности национальной охоты в зимний период
- 2000 — Воскресенье (Италия, Франция, ФРГ)
- 2000 — Романовы. Венценосная семья
- 1998 — Хрусталёв, машину!
- 1996 — Полночь в Санкт-Петербурге
- 1996 — Подводное течение (США)
- 1996 — Черноморский рейд (США, Украина)
- 1995 — Эликсир
- 1995 — Экспресс до Пекина
- 1994 — Мадемуазель О.
- 1994 — Никотин
- 1994 — Грушко
- 1994 — Дожди в океане
- 1994 — На кого Бог пошлёт
- 1994 — Волшебник Изумрудного города
- 1994 — Несколько любовных историй
- 1994 — Полигон-1
- 1994 — Гвиневер (США)
- 1994 — Мадмуазель О (Россия, Франция)
- 1993 — Барабаниада
- 1993 — Акт
- 1993 — Ангелы в раю
- 1993 — Мне скучно, бес
- 1993 — Фучжоу
- 1993 — Проклятие Дюран
- 1993 — Русская рулетка
- 1992 — Орландо (США, Великобритания)
- 1992 — В той области небес
- 1992 — Восточный роман
- 1992 — Снайпер
- 1992 — Лестница света
- 1992 — Пляска смерти
- 1992 — Дитя
- 1992 — Ангелы в раю
- 1992 — Фестиваль смерти
- 1991 — Действуй, Маня!
- 1991 — Меченые
- 1991 — Медовый месяц
- 1991 — Невозвращенец
- 1991 — Одиссея капитана Блада
- 1991 — Третья планета
- 1991 — Жажда страсти
- 1991 — Держись, казак! (Украина)
- 1990 — Бакенбарды
- 1990 — Конотопская ведьма
- 1990 — Ха-Би-Ассы
- 1990 — Когда святые маршируют
- 1990 — Царская охота
- 1990 — Имитатор (Украина)
- 1990 — Живая мишень (Беларусь)
- 1990 — Другая драма
- 1990 — Ведьма
- 1990 — Ивин А.
- 1990 — Посылка для Маргарет Тэтчер
- 1990 — Ночь самоубийцы
- 1989 — Филипп Траум
- 1989 — Караул
- 1989 — Музыкальные игры
- 1989 — Не покидай…
- 1989 — Оно
- 1989 — Подземелье ведьм
- 1989 — Посвящённый
- 1989 — Каменная душа
- 1989 — Васька
- 1989 — Зелёный огонь козы
- 1989 — Трудно быть богом
- 1988 — Трудно первые сто лет
- 1988 — На окраине, где-то в городе
- 1988 — Собачье сердце
- 1988 — Хлеб — имя существительное
- 1988 — Гулящие люди
- 1988 — Фонтан
- 1987 — Белое проклятие
- 1987 — Остров погибших кораблей
- 1987 — Сильнее всех иных велений
- 1986 — Сказка про влюблённого маляра
- 1986 — Левша
- 1986 — Голова горгоны
- 1986 — Лиловый шар
- 1983 — Кто виноват?

### Постановщик спецэффектов
- 2003 — Антикиллер 2: Антитеррор
- 2002 — Антикиллер
- 1994 — Тёмное будущее (США)
- 1991 — Одиссея капитана Блада

### Актёр
- 2025 — Царь ночи Посетитель
- 2022 — Сержант 2-Бандит
- 2020 — Шерлок в России— снайпер
- 2013 — Пепел
- 2012—2013 — ППС 2 — бомж
- 1989 — Лестница света
- 2010 — Семейный дом
- 2010-|2011}} — ППС — Ватагин
- 2007 — Опера. Хроники убойного отдела. — сотрудник посольства
- 2007 — Группа ZETA — эпизод
- 2005 — Алька — Караваев
- 2002 — Endangered species — сержант
- 2001 — Механическая сюита — Коля
- 1996 — Черноморский рейд — сотрудник КГБ
- 1996 — Полночь в Санкт-Петербурге — мафиози
- 1991 — Одиссея капитана Блада — Джери
- 1991 — Держись, казак! (СССР) — эпизод

### Продюсер
- 2022 — Крутые меры (телесериал)
- 2015 — Серёжки Казановы
- 2014 — Взрыв из прошлого

## Призы и награды
- 2024 — (победитель) «Альтер Эго» (премия профессиональной гильдии каскадеров России). «Лучший оригинальный трюк» за фильм "Valimai (India)
- 2021 — (победитель) «Альтер Эго» (премия профессиональной гильдии каскадеров России). «Лучший высотный трюк» за фильм «Алекс Лютый»
- 2019 — (номинация) Таурус (премия) (США. Лос-Анджелес). «За лучшие трюки в иностранном фильме» за фильм « Спасти Ленинград».
- 2018 — (победитель) «Альтер Эго» (премия профессиональной гильдии каскадеров России). «Лучший трюк с огнем и пиротехникой» за фильм «Сталинград (фильм, 2013)». (совместно с Виктором Ивановым)
- 2018 — (победитель) «Альтер Эго» (премия профессиональной гильдии каскадеров России). «Лучший трюк с транспортным средством» за фильм «Стритрейсеры». (совместно с Виктором Ивановым)
- 2014 — (победитель) Таурус (премия) (США. Лос-Анджелес). «За лучшие трюки в иностранном фильме» за фильм «Сталинград (фильм, 2013)». (совместно с Виктором Ивановым)
- 2009 — (номинация) Таурус (премия) (США. Лос-Анджелес). «За лучшие трюки в иностранном фильме» за фильм «Стритрейсеры».
- 2005 — (номинация) Международный фестиваль каскадеров «Прометей» (Россия. Москва)."За лучшие трюки в фильме" за телесериал «На вираже».